# Giovanni Alfero
Giovanni Alfero, född 1888 i Roddi, död 1962 i Genua, var en italiensk germanist.
Alfero blev professor i tyska språket och litteraturen vid universitetet i Genua 1925.